# История Дирка Дигглера
«История Дирка Дигглера» (англ. The Dirk Diggler Story) —      короткометражный фильм Пола Томаса Андерсона, дебют режиссёра  в кино.

## Сюжет
Фильм повествует о взлётах и падениях Дирк Дигглера,  популярной порнозвезды. Персонаж  основан на жизни американского порноактера Джона Холмса. Позднее сюжет был расширен   Андерсоном   и известен как «Ночи в стиле буги» (1997).